# Sally Greengross, Baroness Greengross

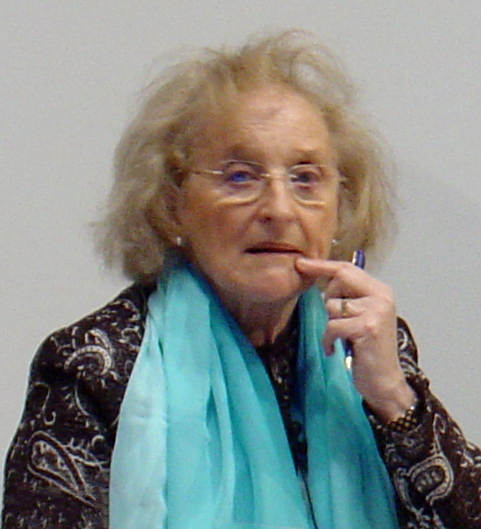
Sally Greengross, Baroness Greengross, 2006

Sally Ralea Greengross, Baroness Greengross OBE (* 29. Juni 1935; † 23. Juni 2022) war eine britische Sozialwissenschaftlerin, Hochschullehrerin und Politikerin.

## Leben
Sally Greengross wurde als Sally Ralea Rosengarten als Tochter von Harris Rosengarten und dessen Ehefrau Estelle Woolf geboren. Sie besuchte die Brighton and Hove High School in Brighton, Sussex und die London School of Economics (LSE). Ursprünglich Linguistin, begann sie ihre Berufslaufbahn als Sprachlehrerin und Übersetzerin. Im Alter von 30 Jahren kehrte sie an die LSE zurück und nahm ein Post-Graduierten-Studium in den Fächern Soziologie, Wirtschaftswissenschaften und Politikwissenschaften auf. 1972 erwarb sie an der LSE den Abschluss als Bachelor of Arts. Sie war Dozentin für Soziologie am Department of Health Care and Social Work (früher: West London Institute of Higher Education).
1977 wurde sie Assistenz-Direktorin (Assistent Director) der britischen Wohlfahrtsorganisation Age Concern; dieses Amt hatte sie bis 1982 inne. Für Age Concern übte Greengross in den folgenden Jahren weitere Funktionen aus. Sie war tätig als „Deputy Director“ (1982–1987), als Generaldirektorin (Director General) (1987–2000) und schließlich ab 2002 als Vize-Präsidentin (Vice President). Im Rahmen ihrer Tätigkeit führte Greengross zahlreiche innovative Programme ein, unter anderem das Employment Forum on Age sowie die Programme Age Resource und Ageing Well. Sie war außerdem dafür verantwortlich, dass von Age Concern geführte Unternehmen zu Firmen mit einem Finanzvolumen von mehreren Millionen Pfund ausgebaut wurden. Während ihrer Tätigkeit bei Age Concern war sie außerdem Mitvorsitzende (Joint Chair) des Age Concern Institute of Gerontology am King’s College London (1987–2000) und Generalsekretärin (Secretary General) von Eurolink Age, der Europäischen Senioren Union (1981–2001). Sie war Vorsitzende (Executive Chair) der Konferenz Millennium Debate of the Age (1998–2000) und Vorsitzende des RSA GENIUS Gerontology Project.
Von 2000 bis 2004 war Greengross Vorsitzende (Chair) des International Longevity Centre UK, einer unabhängigen britischen Denkfabrik mit dem wissenschaftlichen Schwerpunkt auf den Themen Lebensdauer, Gerontologie und Bevölkerungsentwicklung. Ab 2004 war sie dort Geschäftsführerin (Chief Executive). Sie war Vorsitzende (Chair) der Beratungsgremien (Advisory Groups) der britischen Studie English Longitudinal Study on Ageing (ELSA), einer Langzeitstudie zum Thema Älterwerden, die am University College London wissenschaftlich betreut wird. Greengross war weiters Präsidentin (President) des Pensions Policy Institute (ab 2004; ab 2001 war sie dort Mitglied).
Sie war Vizepräsidentin (Vice Chairman) der Kampagne Britain in Europe (2000–2006) und Vorsitzende (Chair) des Experience Corps (2001–2006), einer Initiative der Britischen Regierung, mit dem Ziel, das Engagement älterer Menschen im Ehrenamt zu stärken, sowie Vorstandsmitglied (Board Member) der Wohltätigkeitsorganisation HelpAge International.
Greengross war auch in internationalen Organisationen aktiv. Als Beraterin war sie für die Vereinten Nationen (UN) und für die Weltgesundheitsorganisation (WHO) tätig. Sie war von 1983 bis 2000 Mitglied der UN and WHO Networks on Ageing. Ab 1992 war sie Verwaltungsbeiratsmitglied (Member im Advisory Council) des European Movement.
Ab Dezember 2006 war sie Kommissarin (Commissioner) der Equality and Human Rights Commission (EHRC); im Dezember 2009 wurde sie erneut für eine zweite Amtszeit ernannt. Bei ihrem Amtsantritt 2006 erklärte sie, dass sie keiner Partei angehöre und sich seit über fünf Jahren für keine Partei parteipolitisch engagiert habe. Ab 2010 war sie außerdem Vize-Präsidentin (Vice-President) der Local Government Association.
Greengross verfasste mehrere Bücher zum Thema Älterwerden und Gerontologie, so unter anderem Ageing: An Adventure in Living (1985), The Law and Vulnerable Elderly People (1986) und Living, Loving and Ageing (1989).

## Mitgliedschaft im House of Lords
Am 10. Februar 2000 wurde Greengross zum Life Peer ernannt. Sie trug den Titel Baroness Greengross, of Notting Hill in the Royal Borough of Kensington and Chelsea. Im House of Lords saß sie als Crossbencher.
Am 29. Februar 2000 hielt sie ihre Antrittsrede.
Greengross war Vorsitzende (Chair) von vier überparteilichen Zusammenschlüssen von Mitgliedern des House of Lords (sog. All-Party Parliamentary Groups): „Dementia“, „Corporate Social Responsibility/Corporate Social Development“ (seit 2001), „Intergenerational Futures: Old & Young Together“ (seit 2008) und „Incontinence/Continence Care“ (seit 2008). Sie war stellvertretende Vorsitzende (Co-Chair) der All-Party Parliamentary Group „Ageing and Older People“; sie war weiters Schatzmeisterin (Treasurer) der All-Party Parliamentary Group „Equalities“.

## Ehrungen
1993 wurde Greengross zum Officer des Order of the British Empire ernannt.
Greengross war Trägerin mehrerer Ehrendoktortitel: University of Ulster (Hon DLitt 1994), Kingston and St George’s University London (Hon DUniv), University of Exeter (Hon DUniv, 2000), Brunel University (2002), Open University (2002), Leeds Metropolitan University (2003) und Keele University (2004).
Sie war Ehren-Vizepräsidentin (Honorary Vice President) der Royal Society for the Promotion of Health. Sie war Fellow of the Royal Society of Health (1989), der Royal Society of Arts (F.R.S.A.) (1989; nach anderen Angaben: seit 1994) und Honorary Fellow des Institute of Actuaries (2000).
Vom International Women’s Forum wurde sie zur „UK Woman of Europe“ (1990) und zur „Woman who Makes a Difference“ (1998) gewählt.

## Privates
Am 26. Mai 1959 heiratete Sir David Alan Greengross (1929–2018). Aus der Ehe gingen vier Kinder hervor, drei Töchter und ein Sohn. Zu ihren Hobbys zählte Greengross das Leben auf dem Land und Musik.